# Brzeziny Śląskie (stacja kolejowa)
Brzeziny Śląskie – nieczynna stacja kolejowa w Piekarach Śląskich, w dzielnicy Brzeziny Śląskie, w woj. śląskim, w Polsce.